# Chibuzor Nwogbo
Chibuzor Aloysius Nwogbo, mit Kurznamen Buzo (* 31. Oktober 1990 in Jos) ist ein nigerianischer Fußballspieler.

## Karriere
Nwogbo kam in der nigerianischen Stadt Jos auf die Welt und erlernte das Fußballspielen in der Jugendmannschaft des Pioners FC. Anschließend wechselte er im Frühjahr 2007 zu Zamfara United in die Nigerianischen Premier League. Am 14. Oktober 2008 verließ er Nigeria und wechselte auf Leihbasis nach Nord-Zypern zum Birinci Lig Verein Cihangir GSK. Nach einer Saison, in der er in 14 Spielen zum Einsatz kam, kehrte er zu Zamfara zurück. Im Sommer 2010 verließ er seine Heimat Nigeria und wechselte nach Südafrika zum dortigen National First Division Club Atlie FC.
Nwogbo spielte nur eine halbe Saison mit Atlie, bevor er im Frühjahr 2011 zum Ligarivalen Nathi Lions ging. Es folgte ein halbes Jahr mit den Lions, bevor er im Sommer 2011 zur Universitätsmannschaft der Universität Pretoria wechselte.
Am 5. August 2012 verließ er Südafrika und ging in die türkische TFF 1. Lig zu Adanaspor. Er lief in der Saison 2012/2013 in 29 Ligaspielen der TFF 1. Lig für Adanaspor auf und erzielte 3 Tore, bevor er am 27. September 2013 erneut beim nord-zypriotischen Birinci Lig Verein Cihangir GSK unterschrieb.

### International
In der Saison 2008 spielte er einige Länderspiele für die nigerianische U-20 Nationalmannschaft.